# Šimun (ime)
Šimun je osobno ime. Dolazi od hebrejskog שמעון, שִׁמְעוֹן (biblijski Šimʿon, tiberijski Šimʻôn), što znači, "On (Bog) je čuo." Grčko pisanje je Συμεών, odakle dolazi latinsko čitanje Symeon. Neki ga autori smatraju grčkim imenom.
U Hrvatskoj ime Šimun i njegove izvedenice je među dvjesta najčešćih muških imena.
Na hrvatskom odnosno u Hrvata ime se Šimun javlja u mnoštvu oblika:

- muško ime: Šimun, Šime, Šimo, Šima, Šimuka, Simeon (rijetko), Simun (rijetko)
- žensko ime: Šimunica, Šima, Šimuna, Šimširka

### Na svjetskim jezicima
Varijante imena Šimun na svjetskim jezicima:
Varijante imena na svjetskim jezicima:
- afrikaans: Simeon, Sjimon
- albanski: Simon, Simeon, Sshimeoni
- amharski: ስምዖን, Smeon
- aragonski: Simón
- aramejski:
(stari aramejski): Šimʻōn (Shim'on)
(srednji i suvremeni): ܫܡܥܘܢ (Šëmʻūn, Shem'un), (Sëmʻān, Semaan)
- arapski: سِمْعَان (Simʻān), شَمْعُون (Šamʻūn)
- armenski:
- azerski:  Şımon
- asturski:
- baskijski: Ximun
- bengalski: সাইমন (Sā'imana)
- bjeloruski: Сымон (Symon), Сайман (Sajman)
- bretonski:
- bugarski: Симеон (Simeon)
- češki: Šimon
- danski: Simon
- engleski: Simon
- esperanto: Simono
- estonski: Siimon, Siim, Simon, Simun
- ferojski:
- finski:  Simo, Simon
- francuski: Simon
- galicijski: Simón, Simom
- grčki: Συμεών (Symeon), Συμεώνος (Symeonos)
starogrčki: Σίμων (Simon). Ovo ime pojavljuje se u grčkoj mitologiji kao jedno od Telkina. Na grčkom znači "ravnog nosa".[4][5]
- gruzijski: სჳმეონ (Swimeon), სჳმონ (Swimon), სიმონ (Simon)
- gudžaratski: સિમોન (Simōna)
- hebrejski: שמעון (Šimʻōn, Shimeon, Shimon)
- hindi:  साइमन (Sā'imana)
- hmong njua: Ximoos
- indonezijski: Simon
- irski: Síomón
- islandski: Símon
- japanski: サイモン (Saimon), シメオン（Simeon）
- jidiš: שמעון
- kannada: ಸೈಮನ್ (Saiman)
- katalonski: Simó
- kečuanski: Simun
- kineski: 
pojednostavljeni: 西蒙 (Xīméng)
tradicijski: 西蒙 (Xīméng)
- korejski: 사이먼 (Saimon, Saimeon), 시몬 (Simon)
- latinski: Simeonus, Simonis, Symeon
- latvijski: Sīmanis, Sīmans, Simons
- ligurski (romanski):
- limburški:
- litvanski:  Simonas, Šymonas
- mađarski: Semjén, Simon
- makedonski: Симон (Simon), Симеон (Simeon)
- malajalamski: Симон (Simon), Симеон (Simeon)
- malajski:
- malteški: Xmun
- manski:
- marathski: सायमन (Sāyamana)
- maorski: Haimona
- mingrelski:
- monegaški:
- mongolski: Симон (Simon)
- nepalski: सिमोन (Simōna)
- nizozemski: Simon, Simeon, Siem
- normandijski:
- normanski:
- norveški: Simon, Simen
- novonorveški:
- njemački: Simon
- okcitanski: Simon
- pendžabski: ਸ਼ਮਊਨ (Śama'ūna)
- perzijski:   شمعون
- poljski:  Szymon
- portugalski: Simão
- rumunjski: Simon, Simion
- ruski: Симон (Simon), Семён (Semjon)
- sicilijanski:
- sirski: Shemod, Shimeon
- srpski: Симон (Simon), Симеон (Simeon), Симеун (Simeun), Симо (Simo), Сима (Sima)
- slovački: Šimon
- slovenski: Simon, Šimon (muško); Simona (žensko)
- svahili: Simoni
- škotski: Sim
- škotski (germanski):
- španjolski:  Simón, Jimeno
- švedski:  Simon
- tagaloški:
- tajski: ไซมอน (Sị mxn
- talijanski: Simone, Simeone (rjeđe)
- tamilski: சைமன் (Caimaṉ)
- telugu: సైమన్ (Saiman)
- tigrinjski:
- turski: Mişon
- ukrajinski: Семен (Semen), Симон (Symon)
- urdu: سائمن
- velški (cimrički): Simwnt, Seimon
- venecijanski:
- vijetnamski:  Simôn
- volapük:
- zapadnofrizijski: